# 운암정
운암정(雲岩亭)은 대한민국 강원특별자치도 횡성군 횡성읍 읍하리에 있는 건축물이다. 1984년 6월 2일 강원특별자치도의 문화재자료 제17호로 지정되었다.

## 개요
운암정은 횡성 출신 김종운, 이원직 두 사람이 1937년에 세웠는데 다음과 같은 정자 건축에 관한 이야기가 전해지고 있다.
횡성에서 어려서부터 한 동네에서 살아온 김종운(金鍾雲), 이원직(李元稙)은 무척 가난하게 살아 왔는데, 이 두 사람은 잘 살아 보자고 굳은 결심을 하고 가난을 이기기 위하여 피눈물나는 노력을 계속하여 마침내 부자가 되었다. 그들이 40대가 되었을 때는 횡성에서 제법 부자가 되었고, 50대가 되었을 때는 수 백석의 지주가 되어 품었던 꿈을 이루게 되었다.
두 사람은 자신들의 입지(立志)를 기념하고, 많은 사람들에게 이롭게 하고자 산자수명(山紫水明)한 이곳에 정자를 세우기로 하고, 공사비를 두 사람이 반분하여 1937년에 완공하였다고 한다.
정자의 명칭은 김종운의 아호(雅號) ‘운수(雲水)’와 이원직의 아호 ‘화암(華巖)’에서 한 자씩을 택하여 ‘운암정(雲巖亭)’이라고 하였다고 전한다.
이 정자는 단층 목조기와집으로 정면 3칸, 측면 2칸의 규모로 익공양식에 팔작지붕의 건물이다. 정자에는 1944년에 ‘운암정서(雲巖亭序)'가 걸려 있다.
1984년 6월 2일에 강원도문화재자료 제17호로 지정되었다.

## 참고 자료
횡성문화원, 운암정기 참고